# Lithax musaca
Lithax musaca là một loài trong họ Goeridae. Chúng phân bố ở miền Cổ bắc.